# Алборада
Алборада (шп. Alborada) мексичка је теленовела, продукцијске куће Телевиса, снимана 2005.
У Србији је приказивана током 2006. на телевизији Пинк.

## Синопсис
Радња теленовеле смештена је у давно колонијално доба, у време стравичних неправди и великих друштвених разлика, кад је обичан народ живео под притиском аристократије, а баш сви, и они богати и они сиромашни, водили су тежак живот под мрачним окриљем инквизиције. У средишту је приче лепа Марија Иполита, која са баком Карлотом живи у селу Санта Рита у Панами. Иако је рођена у Мексику, Иполита је као девојчица одвојена од мајке Асунсион, која ју је родила ван брака, а никад није сазнала ко је њен прави отац. У замену за богат мираз Карлота успева да договори брак Иполите и Антонија, сина угледне Аделаиде де Гусман. Неколико месеци касније бака лепе девојке умире не знајући да је несретни Антонио импотентан и да ниједном није конзумирао брак са њеном унуком. Аделаида, која се са презиром односи према својој снахи, свесна је да ће њен син наследити богатство свог стрица Проспера искључиво под условом да добије сина наследника. Очајна јер схвата да је Антонио импотентан, Аделаида искористи вест својих слуга да су на њеном имању ухватили бегунца, атрактивног Луиса Манрикеа, који веома личи на њеног сина. У замену за своју ћутњу и милост, Аделаида незнанцу предложи окрутан план - да те исте ноћи под окриљем мрака замени Антонија, уђе у Иполитину собу и направи јој толико жељено дете, а она ће му следећег дана помоћи да се несметано врати у Мексико.
Под претњом да буде предат у руке правде због злочина који му је сместио амбициозни рођак, гроф Дијего, Луис Манрике пристане на Аделаидин стравични план намеравајући да побегне кроз прозор пре него што се пробуди Иполита. Ипак, њена га фигура и нежност заведу па угледни трговац ипак проведе ноћ са њом скривајући своје лице. Следећег јутра, због осећаја кривице, Луис Манрике призна запрепашћеној Иполити шта се догодило, али побегне пре него јој се покаже и каже своје име. 
Огорчена на изопачену подвалу свекрве и неспособност свог супруга да се побрине за њихов брак, трудна Иполита одлучи да побегне из Панаме и оде у Мексико како би пронашла своју мајку.
Пролазе три године и Иполита са сином Рафаелом напокон стиже на имање своје мајке Асунсион, која је већ основала другу породицу. Одлучна да пронађе незнанца који јој је направио дете како би га присилила да дечаку да своје презиме, Иполита ће се наћи у вртлогу интрига и насиља које спроводи Доња Хуана, окрутна сестра бившег грофа де Геваре и мајка Луиса Манрикеа. Премда скрива чињеницу да је садашњи гроф Дијего њен прави син, Хуана почиње прљаву игру којом жели да се реши мудрог Луиса Манрикеа и Иполите, чији би долазак у Мексико могао да разоткрије давно скриване тајне. 
Кад се поново сретне са Иполитом, Луис Манрике схвати да би малени Рафаел могао да буде његов син, па подстакнут нежним осећањима према храброј и племенитој девојци почне да тражи излаз из договореног брака са Есперансом, несрећном и болешљивом женом, коју је био присиљен да ожени због поштовања породичне традиције…

## Улоге
| Глумац:             | Улога:                                                                                         |
| ------------------- | ---------------------------------------------------------------------------------------------- |
| Лусеро              | Марија Иполита, главна јунакиња, бива удата за Антонија, касније се заљубљује и удаје за Луиса |
| Фернандо Колунга    | Луис, главни јунак, у браку са Есперансом, заљубљен и на крају остаје са Иполитом              |
| Данијела Ромо       | Хуана, главна негативка, Дијегова мајка, умире од канцера                                      |
| Луис Роберто Гусман | Дијего, главни негативац, Луисов брат, умире од сифилиса                                       |
| Артуро Пениче       | Антонио, Иполитин муж, хомоексуалац                                                            |
| Ернесто Лагувардија | Кристобал, Каталинин супруг, Луисов пријатељ                                                   |
| Иран Кастиљо        | Каталина, Иполитина сестра, Крисобалова супруга                                                |
| Валентино Ланус     | Мартин, заљубљен у Иполиту, Фелипеов син                                                       |
| Алехандро Томаси    | Фелипе, Луисов слуга, Мартинов отац                                                            |
| Мануел Охеда        | Франсиско, Асунсионин супруг, Каталинин и Андресов отац                                        |
| Оливија Бусио       | Асунсион, Иполитина мајка, Франсискова жена                                                    |
| Ванеса Гусман       | Перла, проститутка, мрзи Иполиту, заљубљена у Луиса                                            |
| Зули Монтеро        | Аделаида, Антониова мајка, Иполитина свекрва, умире природном смрћу                            |
| Маријана Гарса      | Есперанса, Луисова жена, Иполитина полусестра                                                  |
| Шерлин              | Марина, заљубљена у Андреса                                                                    |
| Хилберто де Анда    | Гаска, Дијегов слуга, убица                                                                    |
| Беатриз Морено      | Адалхиса, Иполитина дадиља                                                                     |
| Хосе Луис Ресендез  | Андрес, Иполитин полубрат, заљубљен у Марину                                                   |
| Маријана Кар        | Исабел Дијегова и Луисова тетка, Маринина заштитница                                           |
| Моника Мигел        | Модеста, Хуанина слуга, негативка                                                              |
| Патрисија Мартинез  | Кармела, Фелипеова супруга, Мартинова мајка                                                    |
| Лусеро Ландер       | Тереса, часна сестра, Крисобалова сестра                                                       |
| Марсело Кордоба     | Маркос, Фелипеов и Луисов пријатељ, Луисов слуга                                               |
| Марија Рохо         | Викторија, Маринина мајка                                                                      |
| Магда Гусман        | Сара, Викторијина мајка, Маринина бака                                                         |